# Östra Kikkejaure
Östra Kikkejaure är en sjö i Arvidsjaurs kommun i Lappland och ingår i Åbyälvens huvudavrinningsområde. Sjön har en area på 17,1 kvadratkilometer och ligger 346 meter över havet. Östra Kikkejaure ligger i Åbyälven Natura 2000-område. Sjön avvattnas av vattendraget Åbyälven.
Väster om viken Geävrrieluoktta (äldre stavning Guoroluokte; även Raskviken) i den norra delen av sjön fanns på 1860-talet en renvall som nu är överväxt. Pollenanalyser från tre platser i omgivningarna indikerar att viss kulturpåverkan förekommit från och med omkring 300 e.Kr. och blivit tydligare längre fram i tiden.  Området är registrerat i fornminnesregistret som "fast fornlämning".

## Delavrinningsområde
Östra Kikkejaure ingår i det delavrinningsområde (727978-168849) som SMHI kallar för Utloppet av Östra Kikkejaure. Medelhöjden är 376 meter över havet och ytan är 67,25 kvadratkilometer. Räknas de 23 avrinningsområdena uppströms in blir den ackumulerade arean 452,54 kvadratkilometer. Avrinningsområdets utflöde Åbyälven mynnar i havet. Avrinningsområdet består mestadels av skog (56 procent). Avrinningsområdet har 18,79 kvadratkilometer vattenytor vilket ger det en sjöprocent på 27,9 procent.